# Ronny Hafsås
Ronny André Hafsås (Stårheim, 14 november 1985) is een Noorse biatleet en langlaufer.

## Carrière
In februari 2007 maakte Hafsås, in Davos, zijn debuut in de wereldbeker langlaufen, een jaar later maakte hij in het Zweedse Östersund zijn debuut in de wereldbeker biatlon. In Chanty-Mansiejsk, Rusland behaalde de Noor aan het eind van het seizoen zijn eerste toptien klassering. Zijn tot dusver beste biatlonresultaat behaalde hij aan het begin van het seizoen 2008/2009, in Östersund eindigde hij als zesde op de sprint. Voor eigen publiek, in Beitostølen, wist Hafsås verrassend de openingswedstrijd van de wereldbeker langlaufen 2009/2010 op zijn naam te schrijven, hij bleef de Fransman Vincent Vittoz nipt voor.

## Resultaten

### Biatlon

#### Wereldbeker
Eindklasseringen
| Seizoen   | Algemeen | Individueel | Sprint | Achtervolging | Massastart |
| --------- | -------- | ----------- | ------ | ------------- | ---------- |
| 2007/2008 | 42e      |             |        |               |            |
| 2008/2009 | 40e      |             |        |               |            |

### Langlaufen

#### Wereldbeker

##### Wereldbekerzeges
| Datum            | Plaats      | Onderdeel           |
| ---------------- | ----------- | ------------------- |
| 21 november 2009 | Beitostølen | 15 km (vrije stijl) |